# 田代早苗
田代 早苗（たしろ さなえ）は、日本の実業家、ジャーナリスト。

## 経歴
1981年福岡県立修猷館高等学校を経て、1985年お茶の水女子大学文教育学部英文学科を卒業。
1985年4月日本テレビ放送網に入社し、編成局編成部に配属され、1991年11月報道局、1996年6月営業局営業推進部、2004年6月営業局営業推進部業務管理担当副部長、2007年7月営業局営業推進部次長、2010年7月営業局CM部長、2012年6月報道局担当局次長兼業務部長、2013年6月経理局担当局次長兼経理部長、2015年6月グループ戦略室担当室次長兼グループ戦略部長を経て、2016年6月、新設された日本テレビの基礎研究所である、日テレラボの初代室長に就任する。その後、2018年6月総務局長、2019年6月業務監査室長を務めた。
2021年マッドハウス代表取締役社長に就任。アニメーションの企画、製作にも携わる。

## 作品

### 映画
- グッバイ、ドン・グリーズ!（2022年） - 企画

### テレビアニメ
- Sonny Boy（2021年） - 企画
- 吸血鬼すぐ死ぬ（2021年） - 企画
- ハコヅメ〜交番女子の逆襲〜（2022年） - 製作
- オーバーロードIV（2022年） - エグゼクティブプロデューサー
- 虫かぶり姫（2022年） - エグゼクティブプロデューサー
- 吸血鬼すぐ死ぬ2（2023年） - 企画
- 山田くんとLv999の恋をする（2023年） - 企画
- 葬送のフリーレン（2023年） - 共同企画
- チ。-地球の運動について-（2024年） - 企画
- トリリオンゲーム（2024年） - エグゼクティブプロデューサー